# Blues Brothers & Friends: Live from House of Blues
Blues Brothers & Friends: Live from House of Blues – album koncertowy wydany przez Blues Brothers Band w 1997 roku. W tym albumie został wypromowany Zee Blues (James Belushi), który zastąpił zmarłego Jake’a  (John Belushi).

## Lista utworów
1. Intro
2. Green Onions
3. Chicken Shack
4. Sweet Home Chicago
5. I Wish You Would
6. Messin' With The Kid
7. All My Money Back
8. Born In Chicago
9. Blues, Why You Worry Me?
10. Groove My Tonight
11. 634-5789
12. All She Wants Do Is Rock
13. Flip, Flop And Fly
14. Money (That's What I Want)
15. Viva Las Vegas